# Body and Soul (Joe Jackson)
Body & Soul is het zevende album van Joe Jackson.
Het werd uitgebracht in 1984. Het is een van de eerste albums die digitaal waren opgenomen en in die vorm op cd verschenen.
Dit album wordt gekenmerkt door de jazzy sfeer.
Body & Soul werd net als het album Night and Day geproduceerd door Joe Jackson zelf en door David Kershenbaum en werd uitgebracht door A&M Records.

## Tracklist
Het album bevat 9 nummers:
- The Verdict
- Cha Cha Loco
- Not Here, Not Now
- You Can't Get What You Want
- Go for It
- Loisaida
- Happy Ending
- Be My Number Two
- Heart of Ice

Alle nummers werden geschreven door Joe Jackson.